# 手紙 (ゴヤ)
『手紙』（てがみ、西: La carta, 仏: La Lettre, 英: The Letter）あるいは『若い女性たち』（わかいじょせいたち、西: Las jóvenes, 仏: Les jeunes, 英: Young Women）は、スペインのロマン主義の巨匠フランシスコ・デ・ゴヤが1814年から1819年頃に制作した風俗画である。油彩。手紙を読む若い女性を描いている。現在はフランス北部ノール県にあるリール宮殿美術館に所蔵されている。

## 作品

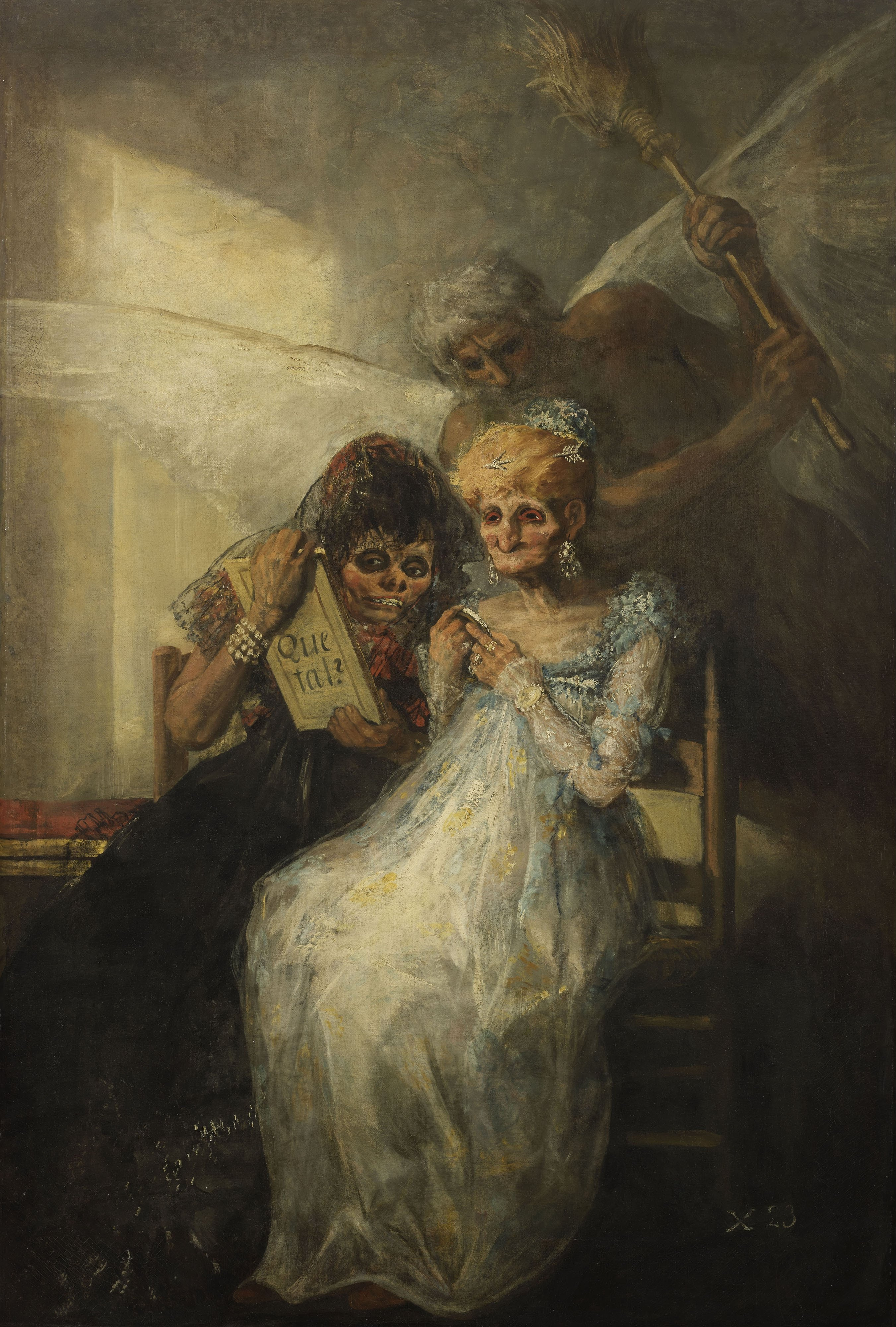
ゴヤの『老女たち』。1810年から1812年。同じくリール宮殿美術館所蔵。

明るい日差しの下を歩く2人の若い女性が描かれている。そのうちの1人が手紙を読むために立ち止まっている。彼女は黒いドレスと白い胴着を着ており、頭をエレガントなマンティーリャで覆っている。強い日差しが彼女の顔と胸元を明るく照らしており、すぐ後ろを歩く黒い服の女性が彼女のために黄色い日傘を開き、日の光を遮ろうとしている。一方、手紙を読んでいる女性の足元では、1匹の小型犬が彼女の気を引こうとして後足で立ち上がり、彼女の足に寄りかかっている。彼女たちの後方では下女たちが水場で洗濯をしているが、1人の男性が下女の1人に言い寄っている。洗い終わった白い洗濯物が干されている。
構図は干された洗濯物の白い線が画面のほぼ中央を走り、均等に上下に分割している。様式的には王立サン・フェルナンド美術アカデミー所蔵の4点の小品連作に近く、画面下では洗濯女たちが密集し、その特徴がほとんど描写されることなく強い黒の線でその輪郭が描かれている。対照的に青空が広がる画面上は開放的であり、前景の2人の女性たちの顔と黄色い日傘が青空に映えている。日傘の黄色も青空の色彩と鮮やかなコントラストを形成している。
サイズは同じくリール宮殿美術館所蔵の『老女たち』（Las viejas）とほぼ同じであり、対作品であるかのように見えるが、『老女たち』の現在のサイズは拡張されたものであり、本来はもっと小さい。『老女たち』はおそらく『バルコニーのマハたち』（Majas al balcón）や『バルコニーのマハとセレスティーナ』（Maja y celestina en el balcón）と同じ連作に属する作品として制作されたと考えられている。
本作品は一見すると、マハあるいはファッショナブルな若い女性を描いた風俗画のようにも見えるが、しかし同時に人々の間に社会階級が存在することをこの絵画は明確に描き出している。一部の研究者は手紙を読む女性に実在のモデルが存在するのではないかと考えており、ピエール・ガシェ（Pierre Gassier）は彼女が制作当時ゴヤと親しい関係にあったレオカディア・ソリーリャではないかと推測している。さらに一部の研究者はゴヤとレオカディアの親密な関係から、強い光によって強調された女性の胸元は誘惑の寓意であることを示唆している。

## 来歴
絵画は1825年にテロール男爵イジドール・ジュスティン・セヴランがフランス国王ルイ・フィリップ1世のために画家の息子ハビエル（Francisco Javier Goya y Bayeu）から購入した作品の1つである。購入された絵画はルーヴル美術館のスペイン・ギャラリーに収蔵されたが、退位後の1853年にロンドンのクリスティーズで売却された。購入者は美術商のダラーチャー・ブラザーズ（Durlacher Brothers）で、購入価格は21ポンドであった。その後、絵画は初代ダリング・アンド・ブルワー男爵ヘンリー・ブルワーの手に渡り、彼の死後の1873年に競売にかけられ、美術商のエドゥアール・ウォーネック（Edouard Warneck）によって購入され、リール宮殿美術館に寄託された。翌年に同じくゴヤの『老女たち』とともに寄贈された。

## ギャラリー
関連するゴヤの作品

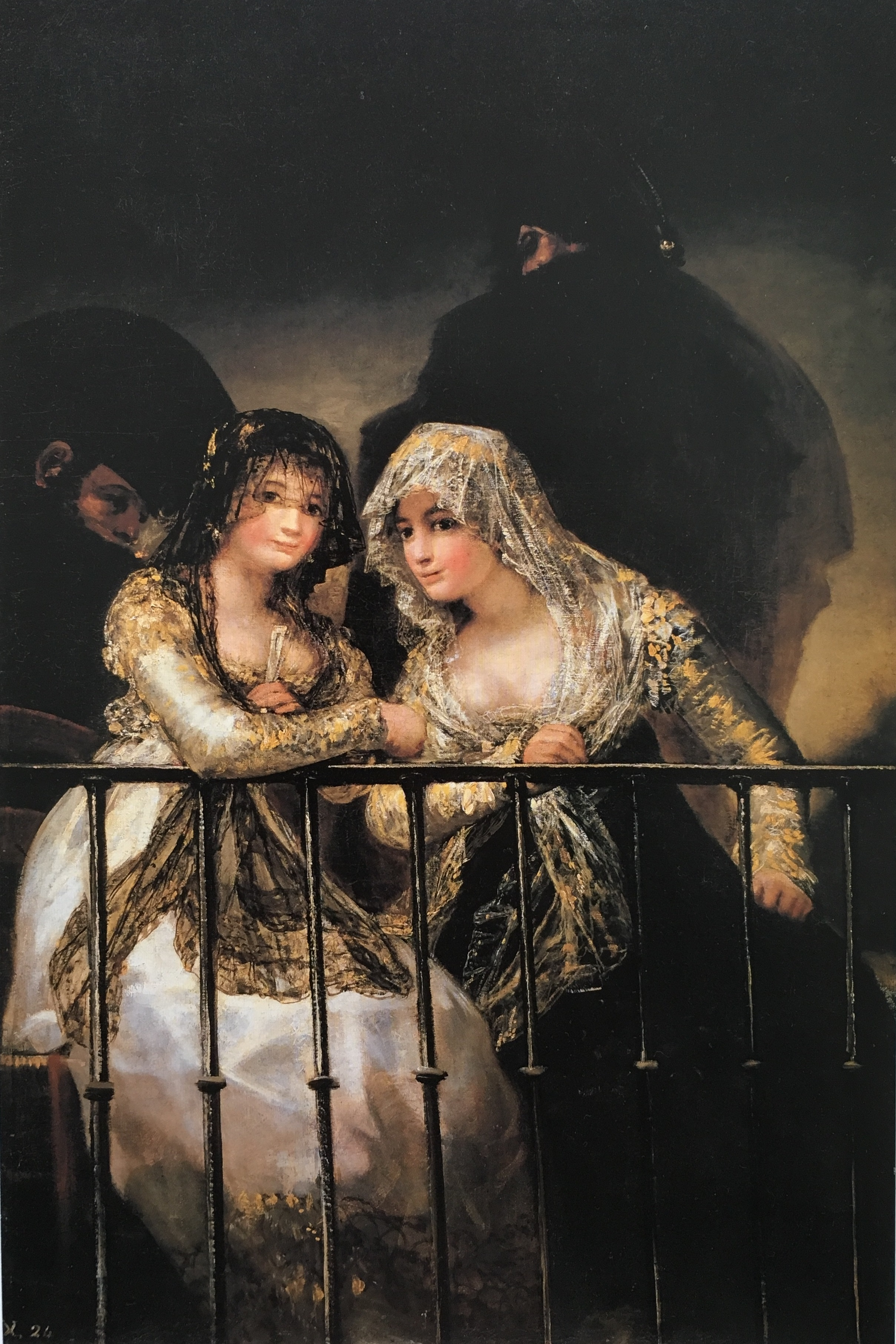
『バルコニーのマハたち』1808年-1812年頃 スイスの個人蔵
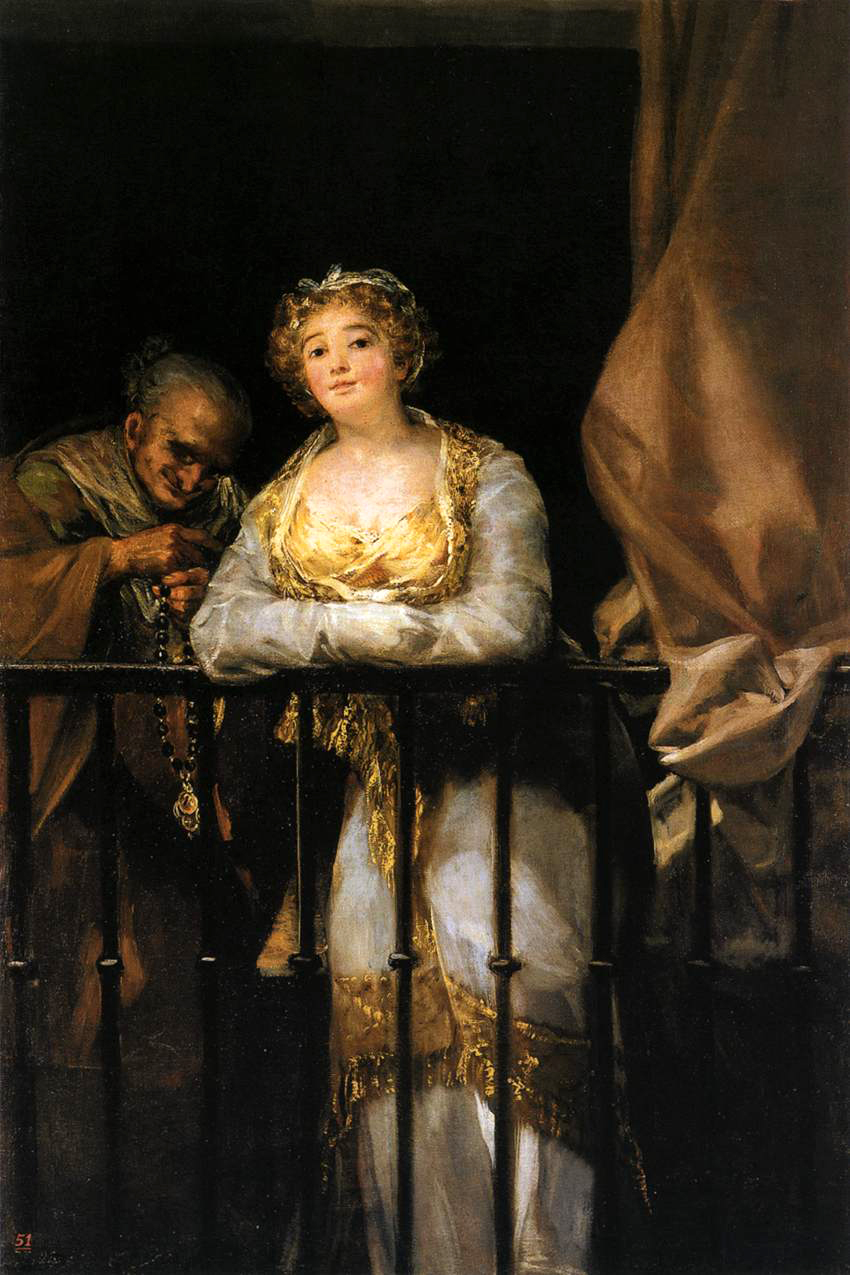
『バルコニーのマハとセレスティーナ』1808年-1812年頃 個人蔵
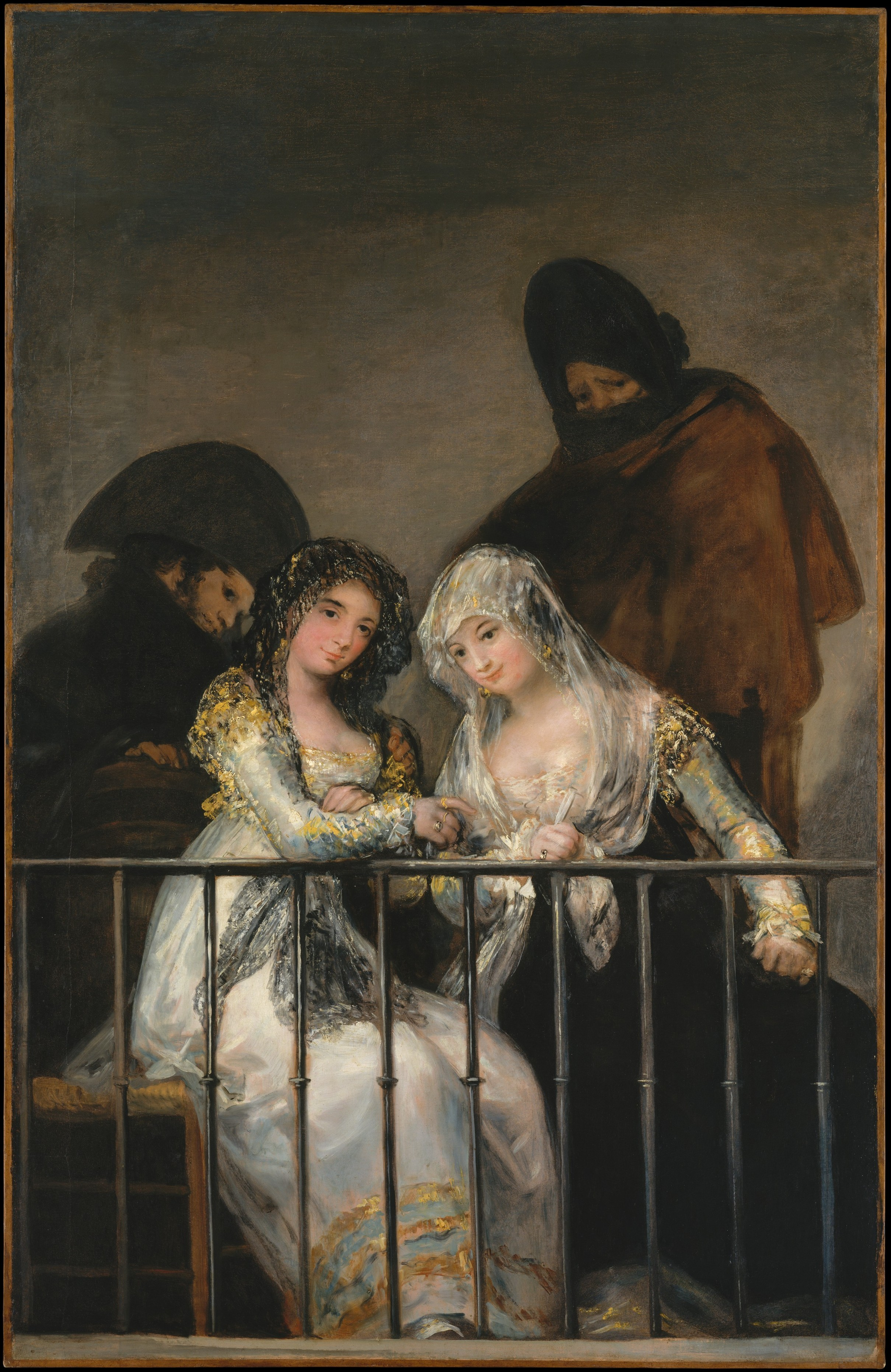
『バルコニーのマハたち』1805年-1812年頃 メトロポリタン美術館所蔵